# Шульга Інна Антонівна

Меморіальна дошка Інні Шульзі біля входу до Олександрійського музею миру

Інна Антонівна Шульга (14 вересня 1924, Коростень  — 2003, Олександрія) — український краєзнавець та музеєзнавець, засновник і перший директор Олександрійського музею миру.

## Життєпис
Інна Шульга здобула вищу освіту. Почала працювати в Харківському історичному музеї, спочатку поза штатом, потім у штаті. Пізніше працювала вчителем історії. 1971 року Шульга переселилась до міста Олександрія, де також працювала вчителем історії. Тут 6 грудня 1973 при міському Палаці піонерів та школярів ім. О. Шакало вона створила загін слідопитів-пошуковців під назвою «Пошук». Загін складався з учнів віком від 12 до 16 років і нараховував 60 осіб. Інна Шульга керувала цим загоном протягом 15 років. Метою його діяльності був збір, систематизація і вивчення матеріалів історії Олександрійщини та пошуки воїнів-земляків, що загинули під час Другої світової війни для подальшого занесення їхніх імен у Книгу Пам'яті України.
Пошуковці брали участь в обласних, республіканських і всесоюзних конкурсах-вікторинах, спрямованих на вивчення історії рідного краю та боротьби за мир у Світі, в яких виборював перші місця.
У 1985 році Радянський Комітет Ветеранів Війни нагородив Інну Шульгу як керівника загону слідопитів «Знаком РКВВ» — найвищою нагородою пошукових загонів. Загону було присвоєне ім'я олександрійського піонера-партизана Бориса Білого. У 1987 році загін пошуковців ім. Б. Білого був занесений на міську Дошку Пошани, у 1988 році — нагороджений Почесною грамотою та медаллю Українського республіканського комітету захисту миру.
За час діяльності загону було зібрано велику кількість матеріалів, що могла стати музейною експозицією. Тому 8 листопада 1987 року Рішенням № 193 виконавчого комітету Олександрійської міської Ради на основі зібраного слідопитами-пошуковцями матеріалу було засновано музей. Спочатку це була кімната-музей, де екскурсоводами були члени загону.
1990 року музей був урочисто відкритий у власному окремому приміщенні, наступного року йому присвоєно статус «Народний». Рішенням Олександрійського міськвиконкому у 1996 р. музей одержав статус Державного. За роки існування музей став координаційним центром роботи з патріотичного виховання молоді, отримав близько 80 грамот і подяк місцевого, обласного, республіканського і державного рівня. У 1998 році музей отримав Диплом Товариства Червоного Хреста.
Інна Шульга була ветераном праці, почесним громадянином міста Олександрії. Нагороджена «Почесною відзнакою» Товариства Червоного Хреста України, медаллю «Захиснику Вітчизни». В 1992 році була делегатом Першого Всесвітнього Форуму українців у Києві.